# ورشکستگی ملی
ورشکستگی ملی یا نکول حاکمیتی (انگلیسی: Sovereign default) عبارت است از کوتاهی یا امتناع حاکمیت دولت یک کشور مستقل از بازپرداخت کامل بدهی دولت خود در زمان سررسید. توقف پرداخت‌های سررسید (یا مطالبات) ممکن است با اعلام رسمی دولت مبنی بر عدم پرداخت (یا فقط بخشی از پرداخت) بدهی‌های خود (انکار) همراه باشد، یا ممکن است اعلام نشده باشد.